# Seidlitzia rosmarinus
Seidlitzia rosmarinus är en amarantväxtart som beskrevs av Christian Gottfried Ehrenberg och Pierre Edmond Boissier. Seidlitzia rosmarinus ingår i släktet Seidlitzia och familjen amarantväxter. Inga underarter finns listade i Catalogue of Life.